# Musée Charles Léandre
Le musée Charles Léandre dit aussi espace musée Charles Léandre est un musée situé dans la ville de Condé-sur-Noireau, département du Calvados en région Normandie. Le musée présente non seulement des œuvres du peintre et caricaturiste Charles Léandre, mais aussi d'autres artistes normands comme Eduardo Leon Garrido, son fils Louis-Édouard Garrido, Edmond Debon et Jack Mutel. Il présente également un espace consacré à l'histoire de la ville.

## Historique
Charles Léandre, né en 1862 à Champsecret, commune de l'Orne, est une « figure à la fois normande […] et parisienne », portraitiste, caricaturiste et illustrateur reconnu.
Le musée a été constitué du fait d'achats et de legs successifs.

## Collections
Le musée présente dans ses collections permanentes 80 des 300 œuvres de Charles Léandre qu'il conserve. Cette collection a été acquise en 1999 par la vente de la collection Henri Buron, de Montreuil-Bellay.
Le musée bénéficie du legs de 74 œuvres d'Eduardo Leon Garrido par la petite-fille de l'artiste. Il a également bénéficié du don de 60 aquarelles d'Edmond Debon, aquarelliste né à Condé-sur-Noireau en 1846.
Le musée a également bénéficié d'un don de 23 œuvres de Jack Mutel, élève de Louis-Édouard Garrido.
De nombreux autres artistes bas-normands sont également présentés, dont Louis-Édouard Garrido et Yvonne Guégan.
Une salle est consacrée à l'histoire locale, l'industrialisation de la région, les personnalités marquantes (dont Charles Tellier, Jules Dumont d'Urville, Maximilien Vox). L'aspect de la ville de Condé avant les ravages liés à la bataille de Normandie est évoqué par une maquette d'environ 40 m2.